# Ziertheim
Ziertheim ist eine Gemeinde im schwäbischen Landkreis Dillingen an der Donau und Mitglied der Verwaltungsgemeinschaft Wittislingen.

## Geographie
Die Gemeinde liegt in Nordschwaben im Egautal am Rande der Schwäbischen Alb, etwa neun Kilometer nördlich von Lauingen. Die Gemeindegrenze ist im Norden auch die Landesgrenze zwischen Bayern und Baden-Württemberg.
Im Westen, etwa hälftig auf Ziertheimer Gemeindegebiet, liegt das Dattenhauser Ried als größtes Feuchtgebiet der Schwäbischen Alb.
Es gibt drei Gemeindeteile (in Klammern ist der Siedlungstyp angegeben):
- Dattenhausen (Kirchdorf)
- Reistingen (Pfarrdorf)
- Ziertheim (Pfarrdorf)

Bis zur Gebietsreform waren die drei Orte eigenständige Gemeinden. Die drei Gemarkungen des Gemeindegebiets entsprechen in der Fläche den ehemaligen Gemeinden.

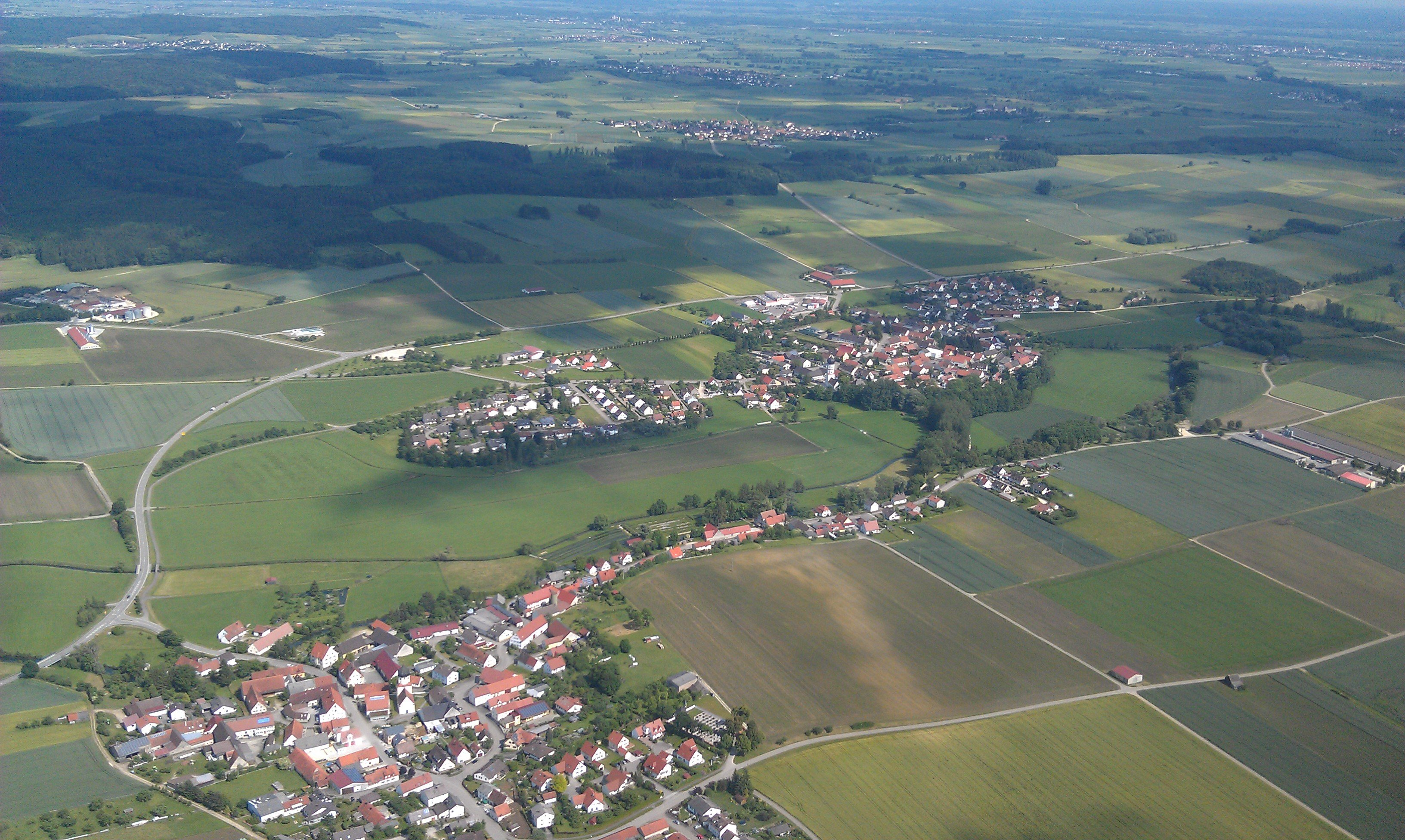
Luftaufnahme von Ziertheim und Dattenhausen

## Geschichte
Der Ort wurde 1232 erstmals als Zurtin erwähnt, 1471 wurde er Zürtheim genannt.

### 19. Jahrhundert
Als Teil des Reichsstiftes Neresheim kam Ziertheim durch den Reichsdeputationshauptschluss 1803 an die Fürsten Thurn und Taxis, deren Besitz dann 1806 durch das Königreich Bayern mediatisiert wurde. Im Jahre 1810 wurde das Gebiet des ehemaligen Reichsstiftes, mit Ausnahme von Ziertheim, an das Königreich Württemberg abgetreten.

### Eingemeindungen
Im Rahmen der Gebietsreform in Bayern wurden am 1. Mai 1978 die Gemeinden Dattenhausen und Reistingen eingegliedert.

### Einwohnerentwicklung
- 1961: 1207 Einwohner[4]
- 1970: 1186 Einwohner[4]
- 1987: 1083 Einwohner
- 1991: 1079 Einwohner
- 1995: 1076 Einwohner
- 2000: 1062 Einwohner
- 2005: 1026 Einwohner
- 2010: 1005 Einwohner
- 2015: 0985 Einwohner

Zwischen 1988 und 2018 sank die Einwohnerzahl von 1.071 auf 1.004 um −67 Einwohner bzw. um −6,3 %.

## Politik

### Gemeinderat
Der Gemeinderat hat zwölf Mitglieder. Seit der Kommunalwahl 2020 verteilen sich die Sitze auf folgende Listen:
| Parteien und Wählergemeinschaften | 2020  | 2020  | 2014  | 2014  |
| Parteien und Wählergemeinschaften | %     | Sitze | %     | Sitze |
| --------------------------------- | ----- | ----- | ----- | ----- |
| Wählergemeinschaft Dattenhausen   | 26,3  | 3     | 23,3  | 3     |
| CSU                               | 23,4  | 3     | 23,9  | 3     |
| Wählergemeinschaft Reistingen     | 23,2  | 3     | 23,9  | 3     |
| Freie Wählervereinigung Ziertheim | 22,9  | 3     | 21,4  | 2     |
| GRÜNE                             | 4,1   | 0     | 7,5   | 1     |
| Gesamt                            | 100,0 | 12    | 100,0 | 12    |
| Wahlbeteiligung in %              | 70,6  | 70,6  | 66,4  | 66,4  |

Gemeinderatsmitglieder seit 2020
- Wählergemeinschaft Dattenhausen: Werner Burdack, Ernst Linder jun., Andreas Wagner
- Wählergemeinschaft Reistingen: Reinhard Kienmoser, Christian Löffler, Bernhard Nicklaser
- CSU: Martin Fuchsluger, Reiner Haselmeier, Martin Kienle,
- Freie Wählervereinigung Ziertheim: Jörg Mall, Leonhard Reck, Marina Triebel

### Bürgermeister
Erster Bürgermeister ist seit Mai 2014 Thomas Baumann (* 1965, CSU/WGD/WGR/FWVZ); dieser wurde am 15. März 2020 ohne Mitbewerber mit 94,7 % für weitere sechs Jahre bestätigt.

### Wappen
|  | Blasonierung: „Über von Rot und Silber gespaltenem Schildfuß gespalten von Gold und Rot, vorne ein mit drei sechsstrahligen goldenen Sternen belegter blauer Schräglinksbalken, hinten schräggekreuzt ein goldener und ein silberner Schlüssel.“ |
|  | |

## Sehenswürdigkeiten

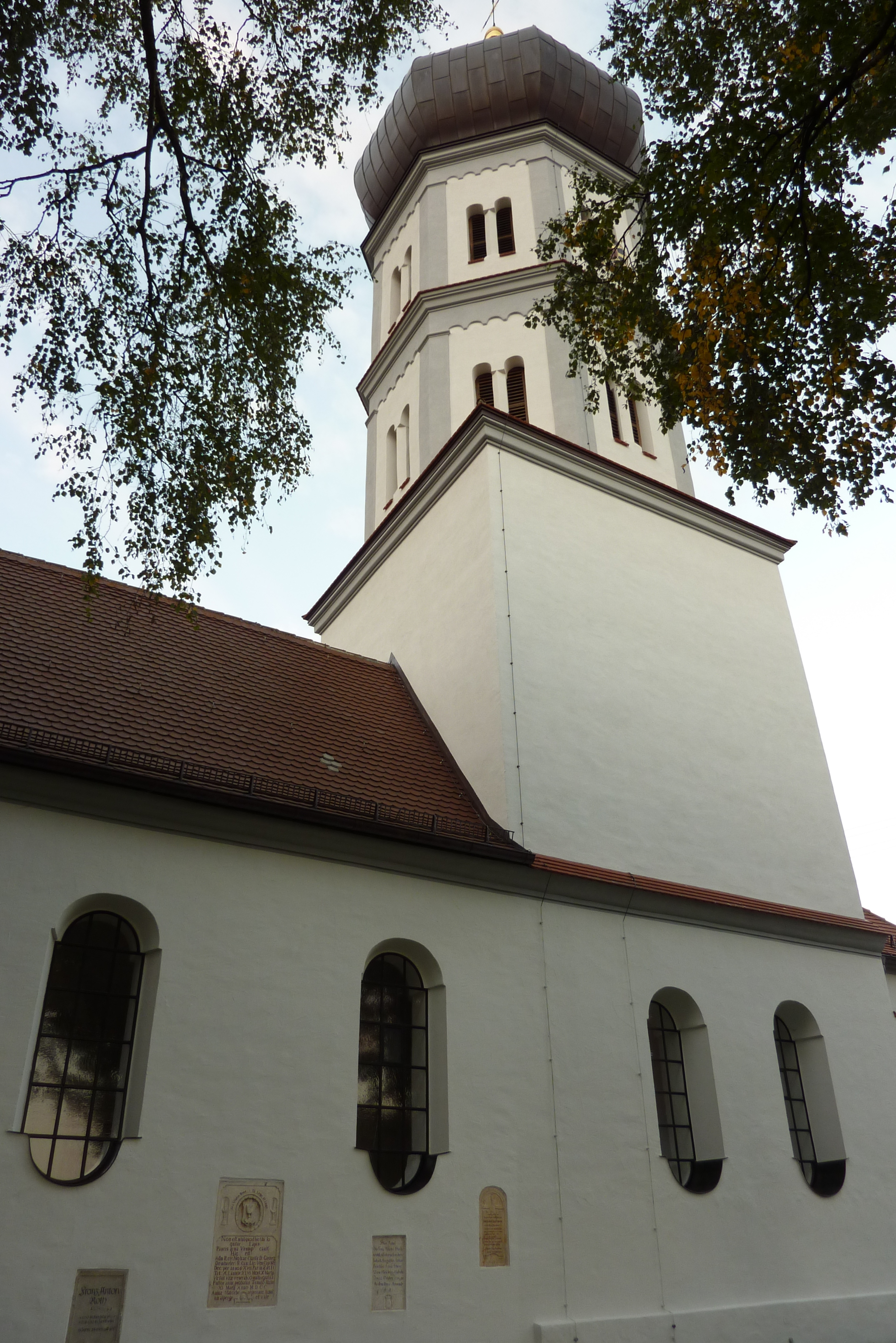
Katholische Pfarrkirche St. Veronika in Ziertheim

- Katholische Pfarrkirche St. Veronika in Ziertheim
- Katholische Pfarrkirche St. Vitus in Reistingen
- Katholische Filialkirche St. Martin in Dattenhausen

## Wirtschaft und Infrastruktur

### Wirtschaft einschließlich Land- und Forstwirtschaft
2020 gab es nach der amtlichen Statistik im produzierenden Gewerbe und im Bereich Handel und Verkehr keine sozialversicherungspflichtig Beschäftigten am Arbeitsort. In sonstigen Wirtschaftsbereichen lag dieser Wert bei 36 Personen. Sozialversicherungspflichtig Beschäftigte am Wohnort gab es Stand 354. Im Jahr 2019 gab es im verarbeitenden Gewerbe einen, im Bauhauptgewerbe keinen Betrieb. Zudem bestanden im Jahr 2020 25 landwirtschaftliche Betriebe mit einer landwirtschaftlich genutzten Fläche von 1104 ha, davon waren 857 ha Ackerfläche.
2020 betrugen die Gemeindesteuereinnahmen 100.0046 €, davon entfielen 290.000 € (netto) auf die Gewerbesteuer.

### Bildung
2016 gab es folgende Einrichtungen:
- Kindergarten: In Ziertheim mit 31 Plätzen. Im September 2016 wurde ein 1,2 Millionen € teures neues Gebäude eingeweiht.[8]
- Die für die Gemeinde zuständige Grund- und Mittelschule befindet sich im rund 5 km entfernten Wittislingen.

### Verkehr
Die Staatsstraße 2032 durchquert die Gemeinde in Nord-Süd-Richtung. Über diese besteht im Süden Anschluss an die Bundesstraße 16.
Von 1906 bis 1972 hatte die Gemeinde in Ziertheim und Reistingen eine kleine Bahnstation an der aufgelassenen Härtsfeldbahn von Dillingen an der Donau nach Aalen. Heute verläuft auf der Trasse der Härtsfeld-Radwanderweg.